# 槟榔青
槟榔青（学名：Spondias pinnata）是漆树科槟榔青属的植物。分布在菲律宾、印度尼西亚、锡金、印度、缅甸、斯里兰卡、泰国、马来西亚、柬埔寨、越南以及中国大陆的海南、云南、广西等地，生长于海拔360米至2,000米的地区，多生长于低山和沟谷林中，目前尚未由人工引种栽培。

## 别名
木个、外木个（西双版纳傣语）